# 电子前哨基金会
电子前线基金会（英語：Electronic Frontier Foundation），也译作電子前鋒基金會、电子前哨基金会、电子前沿基金会，是一个国际知名的民权组织，旨在维护互联网上的公民自由、提供法律援助、监督执法机构，总部设在美国。它的使命是：
- 参与和支持那些旨在促使公众了解更多有关计算机和通信领域发展带来的机遇与挑战的教育活动。
- 促使政策制定者对那些构成通信的自由和开放的基本问题有更好的了解，支持那些可改善社会接受这些新技术的法律和结构变革方式。
- 提高公众对随新计算机通信媒介迅速发展而产生的公民自由问题的认识。
- 支持公益诉讼，在计算机和通信技术领域内，维护、保护和扩展第一权利修正法案。
- 鼓励和支持新技术的开发，以使非技术用户可不受任何影响且方便地接触到新通信技术。

电子前线基金会依靠捐款维持正常运行，总部设在加利福尼亚州的旧金山，在华盛顿特区亦有工作人员。他们也是世界知识产权组织的观察员和全球网络倡议组织的参与者。
电子前线基金会在多个方面采取行动：
为法庭上的辩护提供资金，为那些受到毫无根据或误导的法律威胁（寒蝉效应）的新技术和个人进行辩护，支持那些揭露政府渎职的行为，并为政府和法庭提供指导，组织政治行动、分发大量邮件，支持那些它认为能维护个人自由权利的新技术，维护相关新闻和信息的网站和数据库，监督和质疑那些潜在的它认为有侵犯个人自由和不合理使用的法律，并建立它认为为试图滥用专利权利的名单。

## 历史

### 基金会
电子前线基金会由约翰·佩里·巴洛和米奇·卡普爾于1990年7月成立。1990年初，执法机构的一些行为促使他们成立该组织。因为当局对网络通讯的新形式严重无知，而互联网公民自由在该背景下越发必要。
1990年4月，巴洛受到美国联邦调查局有关Macintosh系列ROM源代码盗窃和分发的调查。巴洛将这次来访描述为“由于联邦调查机构对计算机技术的不熟悉，事件复杂化了。我立刻意识到，在我能证明我的清白之前，我必须首先向他解释什么才是犯罪。”巴洛认为，这次事件带给他的教训是“当政府处在一个认知混乱的时期，个人的自由将受到威胁”。
巴洛将这一段经历发给了THE WELL在线社区，曾碰到过类似经历的米奇·卡普尔和他进行了联络。两人一致认为，有必要在互联网上保护公民自由。卡普尔同意为这样的辩护提供资助，这两个人联系了纽约律师Rabinowitz、Boudin、Standard、Krinsky和Lieberman，为那些来自《Harper》杂志论坛的计算机黑客和曾成为特勤局目标的人辩护。这一做法得到了良好的宣传效果，约翰吉·尔摩和史蒂夫·沃兹尼亚克为这个组织提供财政支持。巴洛和卡普尔继续研究政府和技术之间的冲突，并在1990年6月巴洛公布了“罪与罚”一文，在当时网上极有影响力。在这篇文章中，巴洛宣布，他和卡普尔计划建立一个组织来“为教育、游说和诉讼与网上言论相关的领域以及关于宪法进入网络空间的扩充筹集和支付经费。”
这篇文章反响更大，且为巴洛和卡普尔赢得了更多支持。当年6月下旬，巴洛主持了计算机行业主要人物在旧金山的晚餐，并为这些明显的威胁制定了一项协调一致的回应。巴洛认为：“在美国联邦调查局和特勤处的行动是一个日益严重的社会危机出现的症状：未来的冲击。美国正进入对信息传递本身没有法律保护的信息时代。”巴洛认为，面对这些需要一个正式的组织，并聘请了凯西·库克为新闻协调员，并开始建立后来的电子前线基金会。
电子前线基金会，由卡普尔、约翰·吉尔摩和巴洛，正式成立于1990年7月10日。初始资金由卡普尔，斯蒂夫·沃兹尼亚克和一个匿名人士提供。
1990年，迈克·戈德温成为加入该组织的第一个律师。接着于1991年加入Esther Dyson和杰里·伯曼成为了电子前线基金会的董事。到1992年，克里夫菲·加洛成为电子前线基金会剑桥分会的新董事，杰里·伯曼于1992年12月成为代理执行主席。

### 早期案例
该组织的成立是由美国特勤局在1990年年初对史蒂夫·杰克逊游戏公司执行大规模搜查和扣押这一事件促发的。在当时，作为邦州联合的Operation Sundevil行动的一部分，没有法律支持的突然搜查在美国到处可见，然而，史蒂夫杰克逊游戏公司案例，成为电子前线基金会的第一个引人注目的案件，成为电子前线基金会开始推动计算机和互联网公民自由的主要着力点。1993年，他们的办公室搬到华盛顿区，同年出版了题为“互联网指南”，并提供免费下载。
电子前线基金会的第二大案件是由Cindy Cohn主导的伯恩斯坦诉美国政府（Bernstein v. United States）。程序员兼教授丹尼尔·伯恩斯坦（Dan Bernstein）起诉政府许可分发他的加密软件，Snuffle，而且提供了描述该软件的文件。

### 扩充和发展

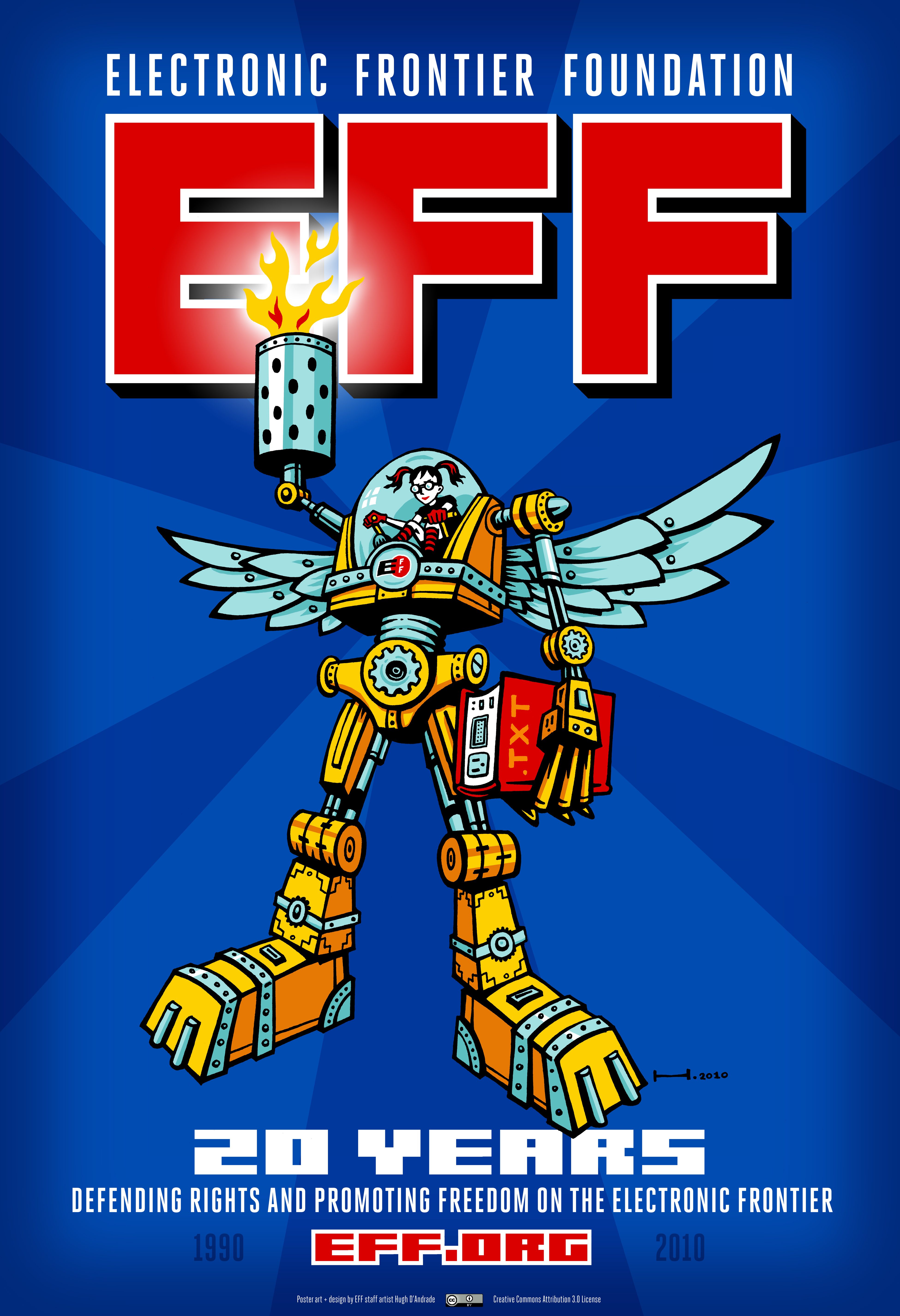
2010年初，电子前线基金会公布其成立20年的庆祝活动海报。

该组织最初是在米奇·卡普尔所有的公司在马萨诸塞州劍橋的办事处。到1993年秋季，电子前线基金会主要的办事处设在了华盛顿，杰里·伯曼为执行主席。在这段时间，电子前线基金会的注意力主要集中在影响国家政策的工作，这项工作和该组织的关系不大，而且棘手。1994年，伯曼和电子前沿基金会分道扬镳了，自己创建了民主和技术中心。电子前哨组织迁往城镇，在那里，德鲁·陶布曼曾一度是执行主席。1995年，根据执行主席Lori Fena的主持下，通过裁员和重组努力，开始专注对以前关注领域的支持，并将办公地点搬迁到旧金山，加利福尼亚州。在那里，它了临时搬到了John Gilmore的Toad Hall，随即又搬到了1550 Bryant St的Hamm大厦。在Fena成为电子前线基金会的董事会成员后，该组织由Tara Lemmey领导。在该组织搬到新的（现在的）办公室之前，法律总监一直由Shari Steele担任，到2009年末前，担任执行主席。在2006年春天，电子前线基金会宣布，在华盛顿区设有两个新员工律师的办事处

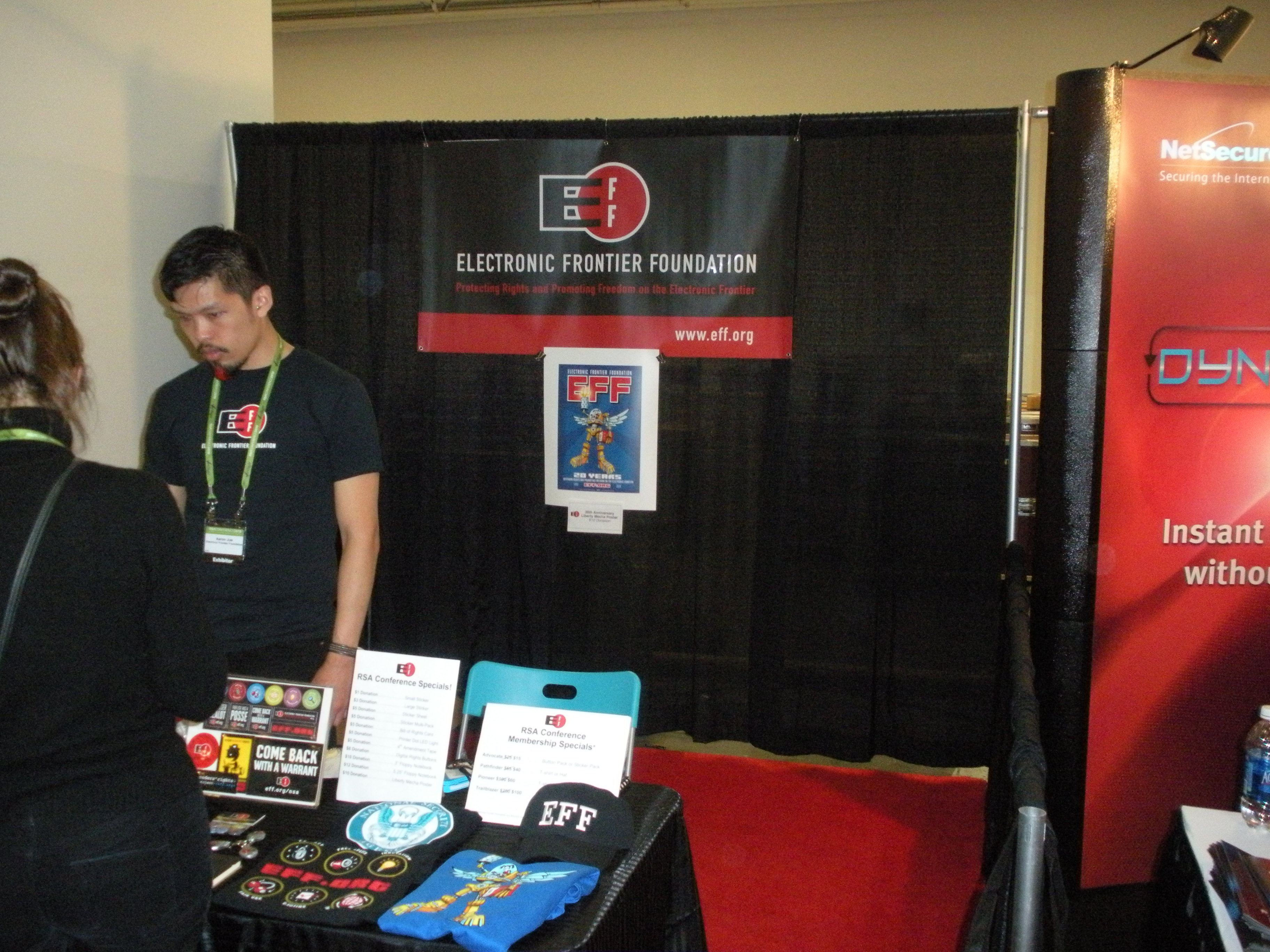
电子前线基金会的展位在2010年RSA大会

## 活动

### 粉碎棱镜
2013年6月初，电子前线基金会推荐了一个提供众多自由软件选择指引的非盈利组织粉碎棱镜（prism-break.org），以便让人们取代参与美国国家安全局稜鏡計畫（监听项目）公司的、以盈利为目的商业软件来保护隐私，並防止向美国政府提供人们使用互联网的任何材料。

### 诉讼
电子前线基金会为了实现其目标和宗旨，定期在美国的各级法院带来诉讼和辩护。最重要的和技术有关的案件，电子前线基金会都会参与，包括MGM诉Grokster（MGM v. Grokster），苹果公司诉Does（Apple v. Does）等等。

### 奖项
电子前线基金会设置了两个奖项，推广符合其宗旨和目标的工作：
电子前线基金会先锋奖，每年颁发一次，以表扬在其个人“拓展了电子前哨的自由和创新”。2009年，获此殊荣的是Limor Fried，Harri Hursti和Carl Malamud。
电子前线基金会参与设置的计算奖项，旨在“鼓励普通互联网用户帮助解决巨大的科学问题”，奖励第一个个人或团体发现了一个具有重大意义的十进制编号的素数。该奖项的经费由匿名人士或团体提供。
该奖项是：
- 5万美元，第一个人或团体发现至少有一百万个十进制数字组成的質数-颁奖于2000年4月6日。[11]
- 10万美元，第一个人或团体发现至少有一千万个十进制数字组成的質数-颁奖于2009年10月14日。[12]
- 15万美元，第一个人或团体发现至少有1亿个十进制数字组成的質数。
- 25万美元，第一个人或团体发现至少有10亿个十进制数字组成的質数。

## 软件
基金会开发了多款软件及浏览器扩展：Switzerland、HTTPS Everywhere和隐私獾。

### 安全短消息评比
基金会实施了名为“安全短消息评比”的项目。该项目“基于从信息传递过程中是否加密到代码近期是否被审计的七种具体标准评价应用和工具”。该项目已经在此 （页面存档备份，存于）发布了1.0版本。到2017年4月21日时，改进版已经在开发中。

## 支持
该基金会收到来自其董事会成员约翰·巴克曼（主席），帕米拉·萨缪尔森（副主席），约翰·佩里·巴洛，Lorrie Cranor，戴维·J·伯，爱德华·费尔顿，约翰·吉尔摩，布鲁斯特·卡尔，乔·克劳斯和Brad Templeton的支持。该组织经常收到来自其他人的无偿援助，如来自教授伊本·莫格林法律援助。
在2004年2月18日，电子前线基金会宣布，它已收到了伦纳德·朱布科夫地产商120万美元的捐赠。它将使用100万美元为数字公民自由成立电子前线基金会捐赠基金。
慈善导航（Charity Navigator）为电子前线基金会的财政效率和能力给出了最高四星级的打分。